# Pieter Frederik van Slijpe
Pieter Frederik van Slijpe (Middelharnis, 6 juli 1856 – Schiedam, 8 augustus 1942) was een Nederlandse burgemeester.

## Leven en werk
Pieter Frederik van Slijpe was een telg uit het geslacht Van Slijpe (Goudriaanse tak). Hij werd in 1856 te Middelharnis geboren als zoon van de hoofdonderwijzer Pieter Frederik van Slijpe (1819-1879) en Paulina van Wageningen. Zijn grootvader Nicolaas Frederik Lucretius van Slijpe (1781-1868) was belastingontvanger in Goudriaan.
In 1881 werd Van Slijpe benoemd tot secretaris van Sassenheim. In april 1892 volgde zijn benoeming tot burgemeester van de voormalige gemeente Ammerstol. Nog geen twee jaar later volgde zijn benoeming per 5 januari 1894 tot burgemeester van IJsselmonde. Van deze gemeente vervulde hij gedurende vijfendertig jaar het ambt van burgemeester. Op zijn verzoek kreeg op op 72-jarige leeftijd - per 1 april 1929 - eervol ontslag als burgemeester. Tijdens zijn burgemeesterschap werd in IJsselmonde onder andere een drinkwaterleiding en een tuindorp gerealiseerd. In de beginjaren van zijn burgemeesterschap in IJsselmonde raakte hij in conflict met de toenmalige ambachtsheer, mr. C.J.A. Bichon van IJsselmonde, over de aanleg van een veerdam. Na diverse juridische procedures, waarbij de ambachtsheer in het gelijk werd gesteld, schonk deze de grond aan de gemeente.
Van Slijpe trouwde op 19 april 1894 te Rotterdam met Elisabeth Kerssen. Hij overleed in augustus 1942 op 86-jarige leeftijd in Schiedam. Hij werd op 11 augustus 1942 begraven op de Algemene Begraafplaats van Voorburg.
In 1939 werd in IJsselmonde (op 1 augustus 1941 opgegaan in Rotterdam) de Burgemeester Van Slijpelaan naar hem genoemd.